# Дампјер су Буи
Дампјер су Буи (фр. Dampierre-sous-Bouhy) насеље је и општина у источном делу централне Француске у региону Бургоња, у департману Нијевр која припада префектури Кон Кур сир Лоар.
По подацима из 2011. године у општини је живело 473 становника, а густина насељености је износила 17,58 становника/km². Општина се простире на површини од 26,9 km². Налази се на средњој надморској висини од 233 метара (максималној 346 m, а минималној 187 m).

## Демографија
| 1962. | 1968. | 1975. | 1982. | 1990. | 1999. | 2011. |
| ----- | ----- | ----- | ----- | ----- | ----- | ----- |
| 554   | 630   | 558   | 572   | 484   | 470   | 473   |

График промене броја становника у току последњих година